# Кантор Борис Якович
Ка́нтор Борис Якович (нар. 30 травень 1928) — фаховець у галузі механіки, професор, науковець.  

## Життеопис
Народився 30 травня 1928 року у місті Харкові. У 1951 році здобув вищу освіту у Харківському авіаційному інституті.
Протягом 1951—1956 року працював на промислових підприємствах.
У 1956 році став співробітником Інституту проблем машинобудування Національної академії наук України (Харків).
У 1974 році захистив докторську дисертацію, а у 1981 році йому було присуджене звання професора.
Протягом 1974—2007 був завідувачем відділу міцності тонкостінних конструкцій цього інституту.
У 2007 році перейшов на посаду наукового співробітника Інституту проблем машинобудування Національної академії наук України
Борис Кантор займався дослідженням проблем комп'ютерної механіки, нелінійна механіка дефурмів. твердого тіла, гіперпружності, динаміки, міцності й оптимізації машин, біомеханіка серцевососудної системи.

## Нагороди
- Державну премію УРСР у галузі науки і техніки (1984)
- Заслужений діяч науки і техніки України (2008)